# Белый, Александр Юрьевич
Александр Юрьевич Белый (род. 5 мая 1966) — советский и российский актёр кино и дубляжа. Заслуженный артист Российской Федерации (2016).

## Фильмография
- 1994 Царь Борис (фильм-спектакль) — царевич Фёдор
- 1998 Царь Пётр и Алексей (фильм-спектакль) — князь Мещерский
- 2005 Роман ужасов — Капитан
- 2006  Длинный день — 1-й фильм
- 2006 Важнее, чем любовь — Пяткин
- 2006 Джоник — военврач в госпитале
- 2006 Классные игры — Белых
- 2006 Кромъ — главная роль
- 2008 Савва — Курлов, прокурор
- 2008 Туман рассеивается — Боков, сотрудник ПГУ в Турции
- 2008 Француз Серёжа / Grandes Personnes, Les (Россия, Франция) — доктор
- 2008 Князь Серебряный (фильм-спектакль) — Никита Романович Серебряный, князь
- 2009 Палач — 32-я серия
- 2009 Час Волкова — 3 — главврач
- 2010 Желтый в городе (не был завершен)
- 2011 Обрыв — помещик
- 2013 Ревизор (фильм-спектакль) — Степан Иванович Коробкин, отставной чиновник